# Pandanus simplex
Espèce
Pandanus simplex est une espèce de plantes à fleurs de la famille des Pandanaceae. Son aire de répartition naturelle se situe sur l'île de Luçon aux Philippines où il est communément appelé « karagumoy » (ou « karagomoy » ou « karagomoi ») ou « kalagimay ». C'est un arbre qui pousse principalement dans le biome tropical humide.
Pandanus simplex est une espèce d'importance économique, endémique aux Philippines. Ses feuilles et ses fibres sont largement utilisées aux Philippines pour la toiture, la fabrication de cordes et le tissage de divers objets artisanaux traditionnels comme les paniers et les nattes. 

## Description
Le Karagumoy atteint généralement une hauteur de 4 à 8 m. Son tronc est rond, d'environ 12 à 15 cm de diamètre, non ramifié ou peu ramifié. Des racines secondaires émergent du tronc près de la base. Ses feuilles vert foncé, allongées et très épaisses, mesurent environ 3 à 6 m de long et 6 à 10 cm de large, bordées de petites épines acérées. Les feuilles sont disposées en spirale à l'extrémité des branches.
Le karagumoy est un arbre dioïque, avec des plants mâles et femelles distincts. Ses fruits ressemblent au jacquier. Leur capsule allongée est couverte de petites épines. Ils mesurent généralement au moins 60 cm de long et au moins 20 cm de large,. 

## Habitat
Le Karagumoy se trouve dans les forêts de basse à moyenne altitude.

## Utilisations
Les feuilles et les fibres de Karagumoy sont largement utilisées aux Philippines pour tisser des nattes, des paniers, des chapeaux et d'autres produits tissés traditionnels. Elles servent également à fabriquer des cordes ou des toitures en chaume. On les cultive dans les fermes. Les feuilles matures sont récoltées tous les trois mois. Les fruits et les pousses du karagumoy sont également comestibles.

## Galerie

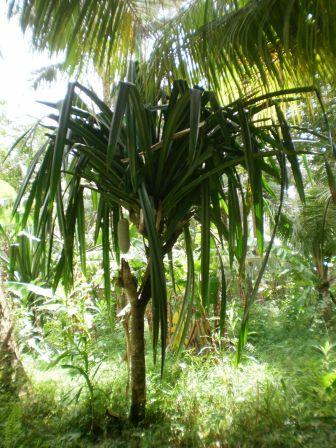
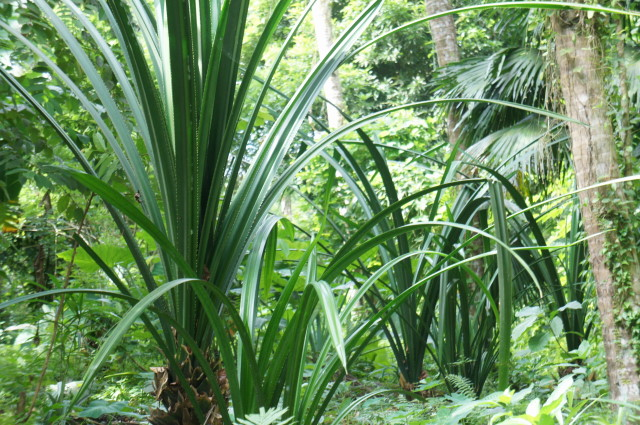
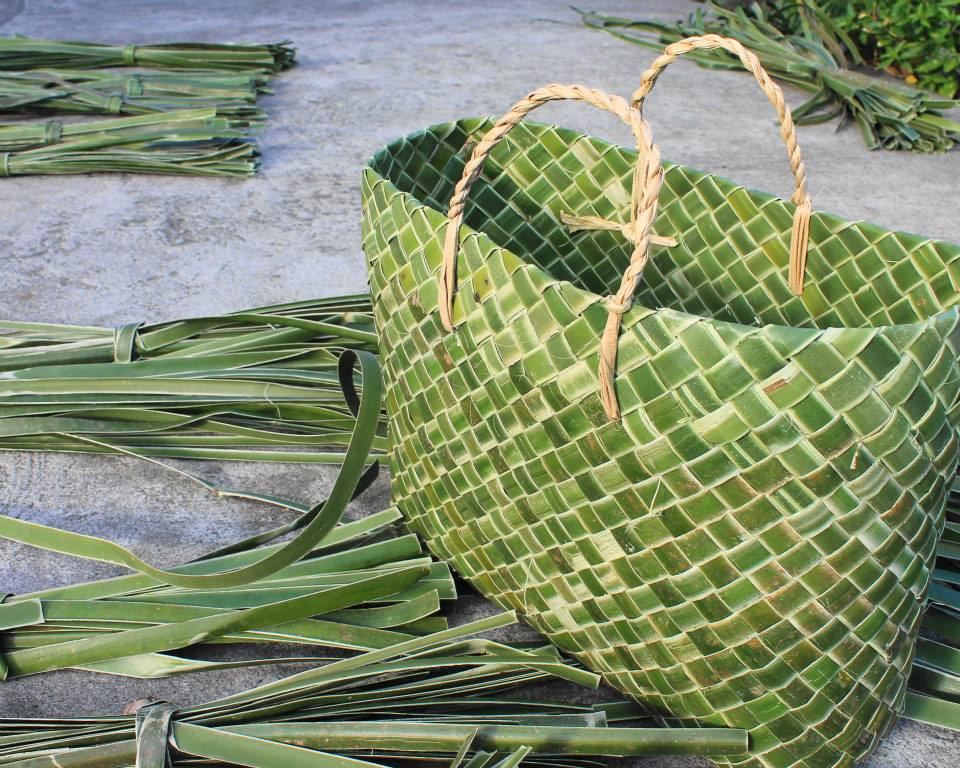
Feuilles de Karagumoy tressées dans un panier
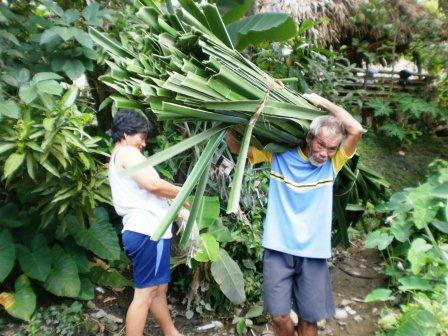
Récolte des feuilles de Karagumoy
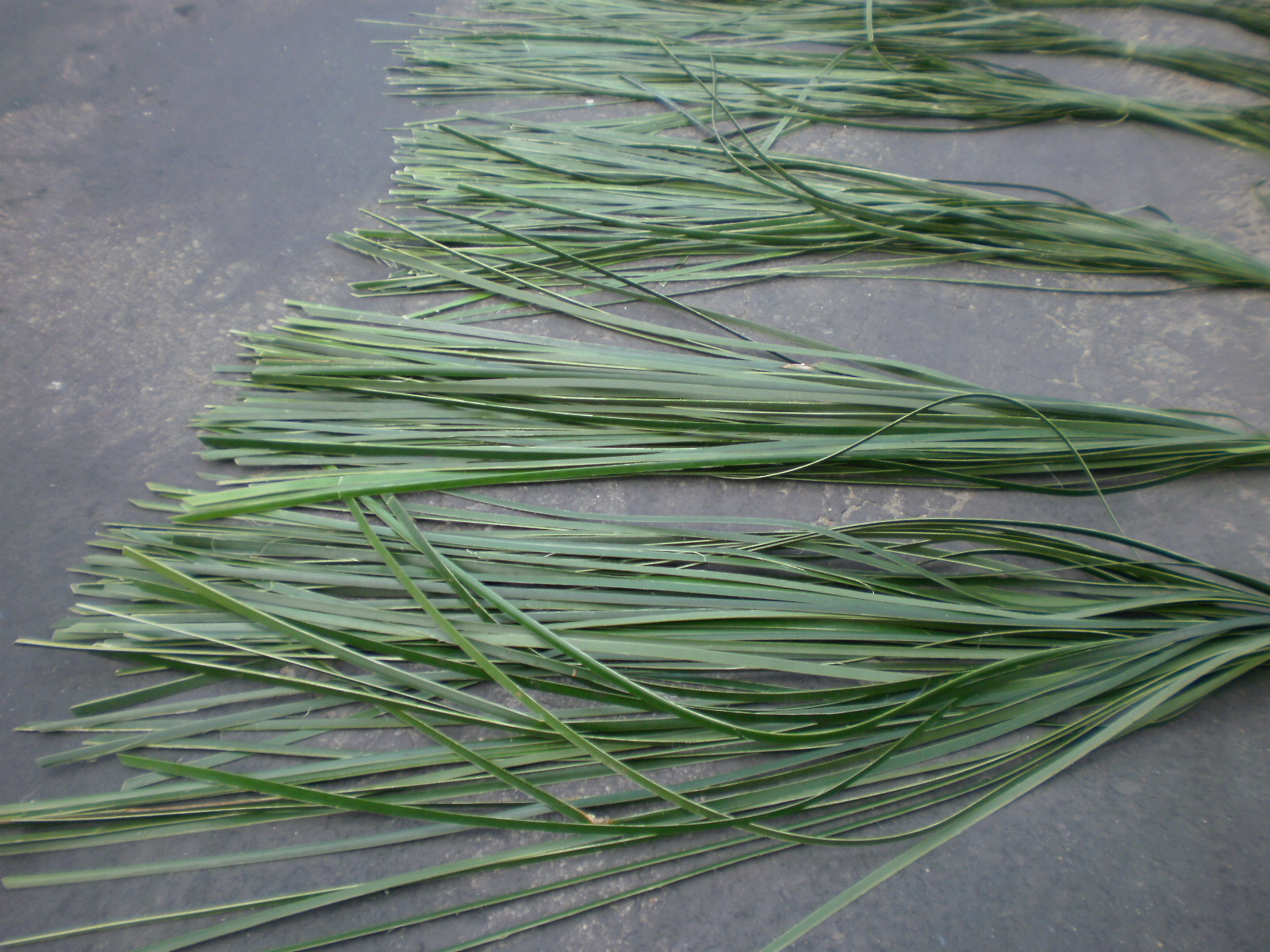
Feuilles de Karagumoy disposées sur une route
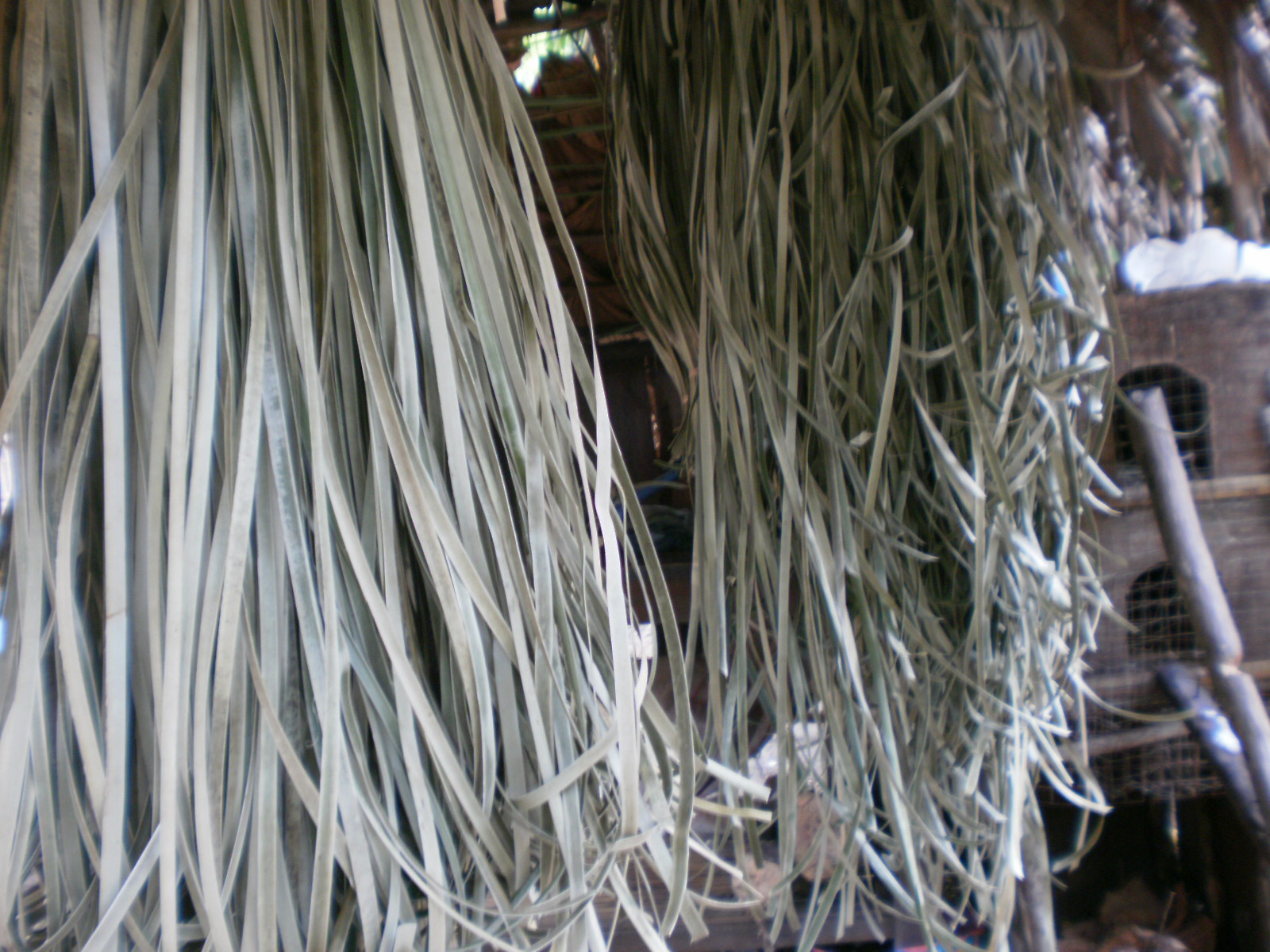
Lanières de karagumoy séchées
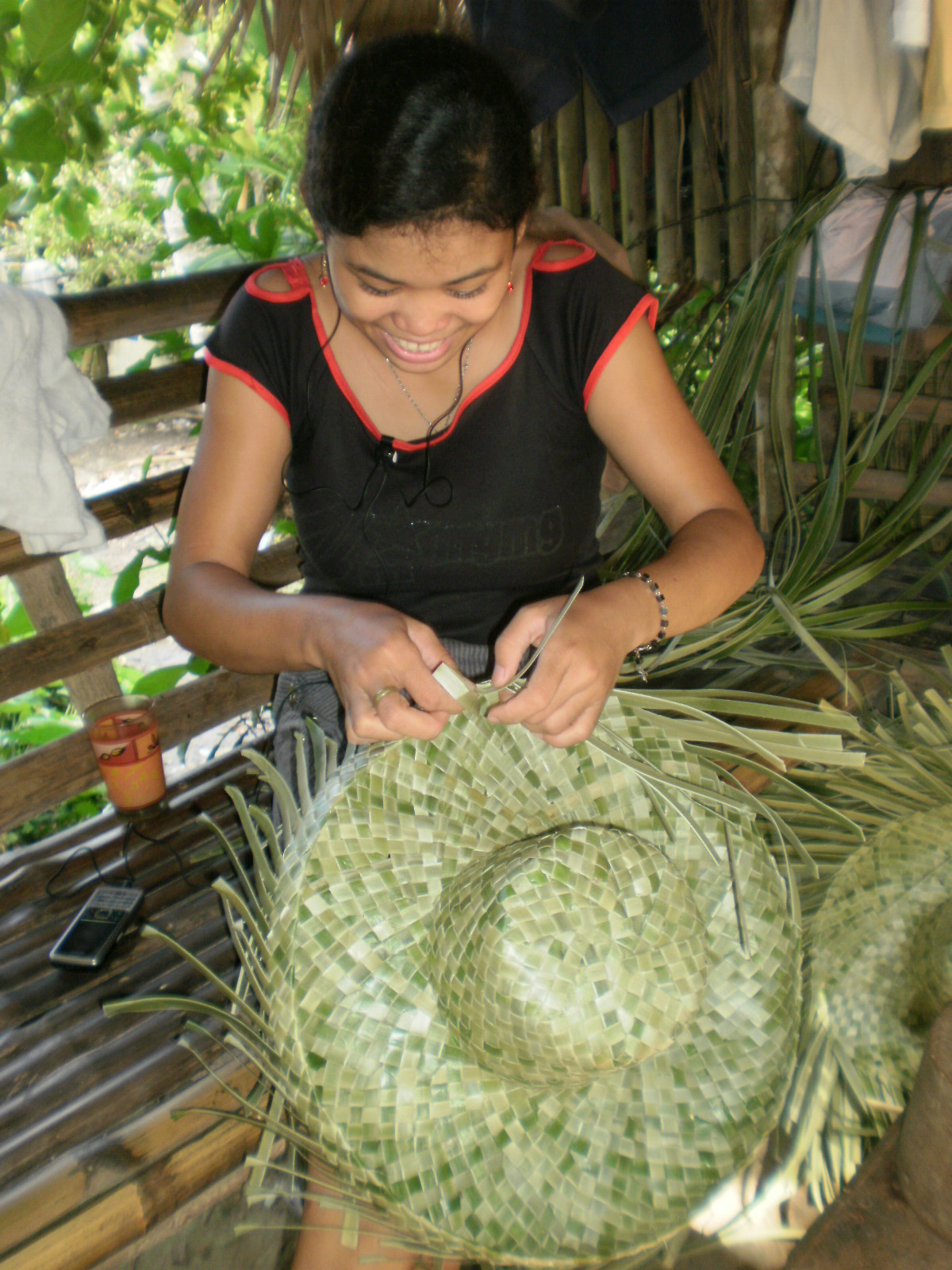
Karagumoy étant tissé dans un chapeau ("kalo")

## Systématique
Le nom correct complet (avec auteur) de ce taxon est Pandanus simplex Merr.. Il a été décrit pour la première fois par le botaniste américain Elmer Drew Merrill en 1905. Il est classé dans le sous-genre Kurzia, section Utilissima,.
Pandanus simplex a pour synonyme :
- Pandanus utilissimus Elmer